# Great Lake Swimmers
I Great Lake Swimmers sono un gruppo musicale folk rock canadese attivo dal 2003 e guidato dal cantautore Tony Dekker.

## Storia del gruppo
Il gruppo è originario di Toronto e ha pubblicato, tra il 2003 e il 2005, due album per l'etichetta discografica indipendente Weewerk, prima di firmare, nel 2007, per la Nettwerk.
Il terzo disco è uscito nel marzo 2007 in Canada e nel maggio seguente nel resto del mondo.
Nel marzo 2009 è stato diffuso Lost Channels, album candidato tra l'altro al Polaris Music Prize.
Ha fatto seguito New Wild Everywhere (2012).
Nel 2013 Dekker ha pubblicato un album solista.

## Formazione
Attuale
- Tony Dekker - voce, chitarra, armonica
- Erik Arnesen - banjo, chitarra, harmonium
- Joshua Van Tassel - batteria
- Bret Higgins - contrabbasso
- Miranda Mulholland - violino, cori

Ex membri
Lista parziale
- Julie Fader - cori
- Sandro Perri - chitarra
- Greg Millson - batteria
- Colin Huebert - batteria

## Discografia
Album in studio
- 2003 - Great Lake Swimmers
- 2005 - Bodies and Minds
- 2007 - Ongiara
- 2009 - Lost Channels
- 2012 - New Wild Everywhere
- 2015 - A Forest of Arms
- 2018 - The Waves, the Wake
- 2020 - When We Last Shook Hands: Cover Songs Volume 1
- 2022 - Uncertain Country

EP
- 2006 - Hands in Dirty Ground
- 2007 - Live at the Church of the Redeemer
- 2009 - The Legion Sessions